# Albert Patterson
Albert Patterson (ur. 27 stycznia 1894, zm. 18 czerwca 1954) – amerykański prawnik i polityk, działacz Partii Demokratycznej, prokurator generalny elekt stanu Alabama, zamordowany krótko przed objęciem urzędu.
W wieku 16 lat Patterson opuścił dom i udał się do Teksasu, gdzie pracował na polach naftowych. Służył także w Teksańskiej Gwardii Narodowej i brał udział w interwencji w Meksyku. Następnie walczył w I wojnie światowej, gdzie został ranny i był zmuszony do końca życia chodzić o lasce.
Po wojnie powrócił do Alabamy, gdzie ukończył studia prawnicze. W 1933 roku przeprowadził się do Phenix City. Wybrano do stanowego Senatu w 1945 roku.
Patterson ubiegał się o stanowisko prokuratora generalnego Alabamy w 1954 roku. Głównym punktem jego kampanii było „oczyszczenie” Phenix City, całkowicie kontrolowanego (łącznie z urzędami politycznymi) przez lokalną mafię. Petterson wygrał wybory, ale został zastrzelony przez zamachowca, działającego z poruczenia gangsterów, przed swoim biurem zanim zdążył objąć stanowisko.
Jego syn, John Patterson, został wybrany prokuratorem generalnym na jego miejsce i wypełnił obietnice wyborcze ojca. John pełnił potem urząd gubernatora Alabamy w latach 1959–1963.